# Národní řád Madagaskaru
Národní řád Madagaskaru (francouzsky: Ordre national de Madagascar) je nejvyšší státní vyznamenání Madagaskarské republiky. Velmistrem řádu je úřadující prezident republiky. Vyznamenání je udíleno občanům Madagaskaru i cizím státním příslušníkům za mimořádné zásluhy.

## Historie a pravidla udílení
Řád byl založen dne 14. října 1958 po vyhlášení autonomie Malgašské republiky pod francouzským protektorátem. Území Madagaskaru bývalo francouzskou kolonií, a tak i vzorem pro nově vytvořené vyznamenání byl Řád čestné legie. Původně byl udílen v pěti třídách. Po vzniku nezávislého státu Malgašsko 26. června 1960 byl řád zachován a stal se nejvyšší státním řádem. Po změně názvu státu v roce 1975 na Madagaskarskou demokratickou republiku byl po vzoru nově zavedených státních symbolů upraven i vzhled řádových insignií. Opětovně byl změněn název státu v roce 1993 na Madagaskarská republika a opět došlo ke změně vzhledu řádových insignií v souladu se změnou vzhledu státních symbolů.
Řád byl kvůli politickým změnám také několikrát reformován. Stalo se tak 5. září 1960 a opětovně 30. července 1980. Dne 27. července 1996 byl na základě dekretu č. 96-450 změněn status řádu. Během této změny byla třída velkokříže rozdělena na dvě třídy, a to na třídu velkokříže I. třídy a třídu velkokříže II. třídy. Znovu se počet tříd změnil 11. prosince 1998, kdy byla dekretem č. 98-1047 k řádu přidána třída velkostuhy.
Udílen je občanům Madagaskaru i cizincům za mimořádné zásluhy. Velmistrem řádu je úřadující prezident Madagaskaru. Řád je udílen na doporučení Rady řádu. Nejvyšší třídu mohou obdrže pouze hlavy států, vlád či kancléři. Cizí státní příslušníci mohou tento řád obdržet pouze pokud v zemi pobývali minimálně šest let.

## Insignie

### Typ I (1958–1975)
Řádový odznak má tvar zlaté pěticípé hvězdy. Jednotlivé cípy jsou zakončeny dvěma hroty a jejich středem prochází bíle smaltovaný pruh. Uprostřed je zlatý kulatý medailon se státním znakem Madagaskaru (hlava zebu obklopená větvemi baobabu,  která je lemovaná dvěma pšeničnými snopy). Medailon je lemován červeně smaltovaným pruhem s nápisem REPOBLIKA MALAGASY. Na zadní straně je v kruhu nápis FAHAFAHANA • TANINDRAZANA • FANDROSOANA, který je národním mottem země. Uprostřed medailonu na zadní straně odznaku je datum 31 OCTOBRE 1958. Velikost odznaku se mění podle řádové třídy.

### Typ II (1975–1992)
Základní tvar řádového odznaku je shodný s předchozím typem. Byl změněn nápis na přední straně na REPOBLIKA DEMOKRATIKA MALAGASY. Na zadní straně je nápis TANINDRAZANA TOLOM-PIAVOTANA FAHAFANA. Došlo také ke změně provedení středového medailonu, kdy byl motiv hlavy zebu nahrazen více stylizovaným motivem, který odpovídá novému vzhledu státních symbolů.

### Typ III (od 1992)
I u třetího typu je základní podoba odznaku shodná s předchozími typy, středový motiv však byl nahrazen motivem nového státního znaku Madagaskaru. Nápis obklopující medailon byl změněn na REPOBLIKAN'I MADAGASIKARA. Na zadní straně byl změněn nápis na TANINDRAZANA • FAHAFAHANA • FANDROSOANA.
Řádová hvězda se svým provedením podobá řádovému odznaku.
Řádový řetěz se skládá ze třinácti článků s opakujícím se motivem, který je shodný se vzhledem řádového odznaku. Řádový odznak má u řetězu podobu zvětšeného středového medailonu z běžného řádového odznaku.
Stuha sestává z pěti stejně širokých pruhů v barvách zelené, červené, bílé, červené a zelené. Barevným provedením tak odpovídá barvám státní vlajky.

## Třídy
Řád je udílen v šesti řádných třídách:
- velkostuha
- velkokříž I. třídy (Grand-Croix de 1ère classe)
- velkokříž II. třídy (Grand-Croix de 2è classe)
- velkodůstojník (Grand-Officier)
- komtur (Commandeur)
- důstojník (Officier)
- rytíř (Chevalier)

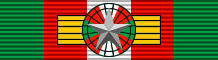
velkokříž I. třídy
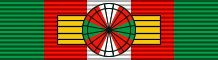
velkokříž II. třídy
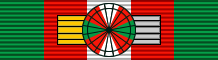
velkodůstojník
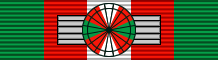
komtur
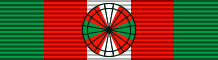
důstojník
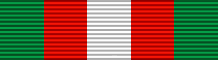
rytíř